# Força histérica
Força histérica é como ocasionalmente foram chamados acessos súbitos de força física extrema por parte dos humanos, além do que se acredita ser normal, geralmente ocorrendo quando as pessoas estão em situações de vida ou morte. O quadro também supostamente se apresentaria em estados alterados de consciência como transe e alegadas possessões. Sua descrição é baseada em evidências anedóticas.
O nome faz referência à histeria, uma categoria nosológica que incluía o relato de força sobre-humana como um dos possíveis sintomas, porém na Europa essa já era também uma atribuição em casos anteriores de possessão demoníaca. Charcot imputava à fase dos ataques histéricos chamada de clownismo a presença de força e agilidade não condizentes com a idade e sexo da pessoa, o que antes no ritual católico de exorcismo atribuía-se à força demônica. Assim, a causa do fenômeno passou naquela época a ser abordada pela investigação da insanidade. Foi atestada também em relatos de transe ou possessão em diversas outras culturas, como por exemplo no Novo Testamento em Marcos 5:4 ou em práticas xamânicas.
Atualmente, afirma-se que força inesperada também ocorre durante delírio excitado.

## Exemplos
Exemplos anedóticos bastante comuns baseados em boatos são de pais levantando veículos para resgatar seus filhos e quando as pessoas estão em situações de vida ou morte. Períodos de aumento de força são de curta duração, geralmente não mais do que alguns minutos, e podem levar a lesões musculares e exaustão mais tarde. Não se sabe se existem exemplos confiáveis desse fenômeno.
- O termo em inglês, hysterical strength, pode ser encontrado no século XIX em intersecção de campos como a psiquiatria e o espiritualismo, por exemplo relatos por um médico pela Society for Psychical Research.[10]
- 18 de março de 1915, o cabo Seyit Çabuk levantou bombas que pesavam 276kg na Campanha de Gallipoli.[11]
- Antes de maio de 1962, Jack Kirby afirma que uma mulher tirou um carro de cima de seu bebê, o que o inspirou a criar o Hulk.[12][13][14]
- Em 1982, em Lawrenceville, Geórgia, Tony Cavallo estava consertando um automóvel Chevrolet Impala 1964 por baixo quando o veículo caiu dos macacos em que estava apoiado, prendendo-o abaixo. A mãe de Cavallo, Sra. Angela Cavallo, levantou o carro alto o suficiente e por tempo suficiente para que dois vizinhos recolocassem os macacos e puxassem Tony de debaixo do carro.[15]
- Oráculos tibetanos, como o de Nechung ou o Sungma Balung,[16] exibem força sobre-humana durante a possessão. Testemunhas oculares descreveram o oráculo de Nechung usando um capacete de cerca de 40 kg (atualmente, de 20 kg), que normalmente fora do transe poderia quebrar seu pescoço e não conseguiria suportar.[17][18] O 14º Dalai Lama também afirmou que o oráculo mal conseguia andar com o peso total de sua roupa (cerca de 30kg) fora do transe, mas atestou sua grande agilidade e contorções extraordinárias quando em incorporação.[19]
- Em 1988, em Waialua, Havaí, enquanto trabalhava em um contrato de construção duas semanas depois de filmar o final do programa de televisão Magnum PI, o piloto e veterano do Vietnã Steve Kux perdeu o controle de seu helicóptero Hughes 500D e caiu em uma vala de drenagem. Seu colega de trabalho, Warren Everal (também conhecido como "Tiny") levantou o helicóptero de 1.400 libras[20] o suficiente para permitir que outra pessoa removesse Kux da cabine.[21]
- Em 2006, Lydia Angiyou, moradora de Ivujivik, Quebec, salvou várias crianças lutando contra um urso polar até que um caçador local atirou no urso.[22]
- Em 2006, em Tucson, Arizona, Tom Boyle assistiu a um Chevrolet Camaro atingir Kyle Holtrust, de 18 anos. O carro prendeu Holtrust, ainda vivo, embaixo. Boyle tirou o Camaro de cima do adolescente, enquanto o motorista do carro puxava o adolescente para um local seguro.[15][23]
- Em 2009, em Ottawa, Kansas, Nick Harris, de 1,70 m e 84 kg, levantou um sedã Mercury para ajudar uma menina de 6 anos presa embaixo.[24]
- Em 2009, em Newport, País de Gales, Donna McNamee, Abigail Sicolo e Anthony McNamee levantaram um Renault Clio de 1,1 tonelada de cima de um menino de 8 anos.[25]
- Em 2011, em Tampa, Flórida, Danous Estenor, de 1,91 m e 134 kg, jogador de futebol americano universitário da Universidade do Sul da Flórida, levantou um carro de 1600 kg de sobre um homem. O homem era um motorista de caminhão de reboque que ficou preso sob o pneu traseiro de um Cadillac Seville 1990, que tombou para a frente enquanto ele trabalhava embaixo dele. O homem teve apenas ferimentos leves.[26]
- Em 2012, em Glen Allen, Virgínia, Lauren Kornacki, de 22 anos, resgatou seu pai, Alec Kornacki, depois que o macaco usado para sustentar seu BMW escorregou, prendendo-o sob ele. Lauren levantou o carro, realizou reanimação cardiorrespiratória em seu pai e salvou sua vida.[27]
- Em 2012, em Michigan, Austin Smith (15 anos) levantou um carro para salvar seu avô preso embaixo dele.[28][29]
- Em 2013, no Oregon, as irmãs adolescentes Hannah (16 anos) e Haylee (14 anos) levantaram um trator para salvar seu pai preso embaixo dele.[30]
- Em 2013, em Salvage, Newfoundland and Labrador, Cecil Stuckless, um homem de 72 anos levantou um jipe para salvar seu genro preso embaixo.[31][32]
- Em 2015, em St. John's, Newfoundland, Nick Williams levantou um veículo com tração nas quatro rodas para salvar um menino preso sob o pneu.[33]
- Em 2017, em Temple Terrace, Flórida, Kenny Franklin, roubou um SUV de um policial estadual após um acidente.[34][35]
- Em 2019, em Ohio, Zac Clark, um jogador de futebol americano de 16 anos, levantou um carro quando ouviu seu vizinho pedir ajuda.[36][37]

## Pesquisa
A adrenalina aumenta a contração muscular, mas não a força tetânica e a taxa de desenvolvimento de força nos músculos.
Uma proposta de explicação é a teoria do "governador central" por Tim Noakes, que afirma que instâncias superiores no sistema nervoso central controlam o número de unidades motoras ativas no músculo de forma dinâmica e subconsciente. Normalmente, para se garantir a homeostase, não se encontra ativada toda a capacidade neural motora e, por conseguinte, a capacidade total do músculo durante performances fora de situação de emergência: isso geraria exaustão dos recursos energéticos e até mesmo ferimentos físicos. Porém, em situações ameaçadoras à vida, é adaptativo que os limites do governador central sejam removidos ou modificados. Pessoas em treinamento de levantar peso com alta carga conseguem ativar mais unidades motoras, o que garante mais força e eficiência na contração muscular, mesmo que possuam a mesma quantidade de massa muscular em relação a pessoas em treinos de baixa carga.
O fisiologista do exercício Robert Girandola apontou que a maioria dos carros tem uma distribuição de peso de 60/40, já que o bloco do motor coloca o centro de massa ligeiramente na frente do carro. Na maioria dos casos, o indivíduo está levantando uma ou duas rodas do carro por trás. Portanto, eles estão levantando apenas uma pequena fração do peso do veículo. Embora a resposta de luta ou fuga permita maior capacidade de elevação, seriam centenas de libras em vez de milhares.